# Matilda the Musical
Matilda the Musical to musical teatralny na podstawie dziecięcej powieści Roalda Dahla o tym samym tytule. Autorem scenariusza jest Dennis Kelly, natomiast muzykę i teksty napisał Tim Minchin. Akcja musicalu toczy się wokół Matildy, ponadprzeciętnie rozwiniętej pięcioletniej dziewczynki ze zdolnością do telekinezy, uwielbiającej czytać. Matilda pokonuje przeszkody powodowane przez jej rodzinę i szkołę oraz pomaga swojej nauczycielce odzyskać władzę nad swoim życiem.
Sztukę wystawiano przez Royal Shakespeare Company (RSC) w Stratford-upon-Avon od listopada 2010 do stycznia 2011. Premiera na West Endzie miała miejsce 24 listopada 2011 w Cambridge Theatre, a na Broadwayu 11 kwietnia 2013 w Shubert Theatre.
Matilda spotkała się z szerokim uznaniem krytyków i dużym zainteresowaniem publiczności, wygrywając siedem Olivier Awards w 2012, włączając w to nagrodę dla najlepszego nowego musicalu. Tym samym pobiła rekord ilości nagród wygranych przez jedną sztukę. Podczas Tony Awards w 2013 roku Broadwayowska produkcja Matildy zdobyła 5 nagród.
Aktualnie spektakl wystawiany jest na West Endzie w Londynie, na Broadwayu w Nowym Jorku, w Toronto oraz w trasie w Australii i USA.

## Akcja

### Akt I
Podczas gdy chór dzieci przechwala się byciem „cudeńkami” swoich rodziców, do szpitala trafia pusta, powierzchowna pani Wormwood – ze swoją obsesją na punkcie tańca towarzyskiego i wyraźnie widocznym 9-tym miesiącem ciąży. Rodzi dziewczynkę, której nadają imię Matilda. Lekarz uważa Matildę za najpiękniejsze dziecko, jakie kiedykolwiek widział, ale pani Wormwood martwi się jedynie konkursem tanecznym, w którym z powodu porodu nie mogła wziąć udziału. Pan Wormwood, uzależniony od telewizji sprzedawca używanych samochodów, mając nadzieję, że dziecko będzie chłopcem, odrzuca je, nazywając brzydkim – nie potrafi i nie chce zaakceptować swojej córki jako dziewczynki („Miracle”).
Pięć lat później, Matilda Wormwood, zapalony czytelnik, żyje nieszczęśliwie z rodzicami i starszym bratem o imieniu Michael. Wormwoodowie są nieświadomi jej zdolności i często obrażają ją i wyśmiewają. Pan Wormwood usiłuje sprzedać 155 używanych samochodów rosyjskiemu biznesmenowi, a kiedy chwali się, jak zamierza oszukać przy ich sprzedaży, Matilda skarży się, że to nie w porządku. Matilda idzie do swojego pokoju i zaczyna czytać jedną z wielu swoich książek. Zainspirowana opowieścią, decyduje załatwić porachunki dodając trochę farby do włosów swojej mamy do toniku do włosów ojca. W ten sposób zostawia swojego ojca ze lśniącymi, platynowo zielonymi włosami („Naughty”).
W lokalnej bibliotece Matilda opowiada bibliotekarce, pani Phelps, historię o światowej sławy parze gimnastyczki i kaskadera, którzy przez dłuższy czas nie mogli mieć dziecka. Żeby zapomnieć o smutku, postanowili ogłosić światowej prasie, że przygotowują zupełnie nowy, bardzo niebezpieczny spektakl. Kiedy pani Phelps pyta o ciąg dalszy, Matilda nie potrafi odpowiedzieć, ale obiecuje dowiedzieć się i wrócić.
Następnego dnia Matilda po raz pierwszy idzie do szkoły. Starsze dzieci opowiadają nowym uczniom, że szkoła wcale nie jest fajna i bardziej przypomina więzienie („School Song”). Dzieci spotykają swoją nauczycielkę, panią Honey, która jest pod wielkim wrażeniem zdolności Matildy. Panna Honey decyduje polecić dyrektorce, by Matilda została przeniesiona do wyższej klasy ze starszymi dziećmi. Panna Honey staje się przerażona, stojąc przed gabinetem dyrektora („Pathetic”). Kiedy wchodzi do środka, pani Trunchbull, służbistka, nienawidząca dzieci mistrzyni olimpijska w rzucie młotem, odrzuca sugestię panny Honey, twierdząc, że byłoby to wbrew zasadom, a w jej szkole nie ma miejsca dla wyjątków od zasad („The Hammer”).
W domu Wormwoodów, pan Wormwood jest sfrustrowany, ponieważ stracił możliwość sprzedaży zużytych samochodów grupie bogatych Rosjan. Przenosi wściekłość na Matildę i niszczy jedną z książek, które wypożyczyła z biblioteki („Naughty (Reprise)”). Dziewczynka odwdzięcza mu się posmarowaniem jego kapelusza od wewnątrz bardzo mocnym klejem.
W szkole Matilda zaprzyjaźnia się z koleżanką z klasy o imieniu Lavender. Dziewczynki dowiadują się o okrutnych karach stosowanych przez panią Trunchbull, między innymi o Chokey, maleńkiej szafie z ostrymi obiektami, w której dyrektorka zamyka niegrzeczne dzieci („The Chokey Chant”).
Oskarżony o wylanie syropu na krzesło dyrektorki Nigel ostrzega inne dzieci, że ona zaraz po niego przyjdzie. Matilda, widząc, że to nie w porządku, postanawia pomóc Nigelowi. Gdy słyszą nadchodzącą panią Trunchbull, Matilda mówi innym dzieciom, by rzuciły na Nigela swoje mundurki. Pani Trunchbull wchodzi do klasy i pyta, gdzie jest Nigel. Matilda wyjaśnia jej, że Nigel ma narkolepsję i zasnął, dlatego dzieci przykryły go swoimi mundurkami, i że śpi tak już od ponad godziny, więc z całą pewnością nie mógł wylać syropu na krzesło pani dyrektor. Wierząc w tę historię, pani Trunchbull kieruje swój gniew na inną uczennicę, Amandę. Łapie dziewczynkę za warkoczyki i rzuca nią jak młotem aż na podwórko.
W międzyczasie panna Honey postanawia odwiedzić państwa Wormwoodów, by wyrazić swoje zdanie, że Matilda powinna zostać przeniesiona do bardziej zaawansowanej klasy. Spotyka panią Wormwood i jej partnera tanecznego, Rudolpho. Szybko staje się jasne, że pani Wormwood nie obchodzi inteligencja jej córki i wyśmiewa pannę Honey z jej wiarą w intelekt („Loud”). Po opuszczeniu domu Wormwoodów panna Honey jest zdesperowana, by pomóc Matildzie, ale czuje się bezradna („This Little Girl”).
Matilda wraca do biblioteki i opowiada pani Phelps więcej o gimnastyczce i kaskaderze. Siostra gimnastyczki, mistrzyni świata w rzucie młotem, uwielbiająca straszyć małe dzieci, zorganizowała ich występ. Kaskader ogłasza jednak, że nie odbędzie się ono, gdyż jego żona jest w ciąży i spodziewa się córki. Publiczność jest zachwycona, jednak siostra gimnastyczki wścieka się na myśl o zwróceniu ludziom pieniędzy za bilety. Tworzy umowę, która zmusza parę do wystąpienia – w przeciwnym razie musieliby pójść do więzienia. Matilda nie wie co dzieje się dalej, obiecuje więc wrócić później i opowiedzieć pani Phelps dalszy ciąg historii.
W szkole Bruce Bogtrotter, chłopiec z klasy Matildy, kradnie kawałek ciasta należącego do pani Trunchbull. Ta postanawia ukarać go poprzez zmuszenie do zjedzenia reszty tego wielkiego ciasta przed całą klasą. Wszyscy wspierają go i dopingują („Bruce”). Kiedy kończy jeść ciasto, klasa świętuje jego sukces, ale pani Trunchbull zabiera go do Chokey. Akt pierwszy kończy się słowami Matildy „Ale to nie w porządku!”.

### Akt II
Akt drugi rozpoczyna pan Wormwood, radząc publiczności, by zamiast czytać książki oglądali telewizję („Telly”). Następnie, Lavender obwieszcza swój plan włożenia traszki do dzbanka z wodą pani Trunchbull. Na placu zabaw dzieci śpiewają o tym, jakie będzie ich życie kiedy dorosną („When I Grow Up”).
Matilda wraca do biblioteki i opowiada pani Phelps ciąg dalszy historii kaskadera i gimnastyczki. Zobowiązani przez kontrakt, wykonują swoje przedstawienie. Wszystko idzie dobrze, dopóki gimnastyczka nie odnosi śmiertelnej kontuzji, żyje jednak jeszcze na tyle długo, by urodzić dziecko. Kaskader zaprasza siostrę swojej żony, by zamieszkała z nim i pomogła mu zajmować się córką. Jednak ta bez jego wiedzy znęca się nad dziewczynką, zmuszając ją do ciężkiej pracy i wyzywając ją. Matilda, która nadal nie wie, jak historia się kończy, obiecuje pani Phelps wrócić i opowiedzieć dalej.
Pan Wormwood wraca do domu z pracy zadowolony ze swojego sukcesu – udało mu się sprzedać samochód dzięki kolejnemu oszustwu. Matilda denerwuje się tym i strofuje go, a on złości się na nią i zamyka ją w pokoju. Tej nocy Matilda kontynuuje opowieść o gimnastyczce i kaskaderze. Po latach okrucieństwa, wściekłość ciotki wzrosła. Pewnego dnia pobiła dziewczynkę, zamknęła ją w ciemnej piwnicy i zostawiła. Tego wieczoru kaskader wrócił do domu wcześniej i odkrył, jak ciotka znęcała się nad jego córką. Pociesza dziewczynkę i obiecuje jej już zawsze być przy niej („I’m Here”). Kiedy jego córka zasypia, kaskader w przypływie wściekłości postanawia zmierzyć się z ciotką i już nigdy nie wraca do domu.
Następnego dnia pani Trunchbull zmusza klasę panny Honey do wzięcia udziału w wyczerpującej lekcji wychowania fizycznego, podczas której próbuje znaleźć uczniów, którzy mogliby się przeciwko niej buntować („The Smell of Rebellion”). Następnie pani Trunchbull odkrywa traszkę, którą Lavender włożyła do dzbanka z wodą. Oskarża o to chłopca imieniem Eric, który już wcześniej podpadł jej na lekcji i zaczyna go karać. Matilda, nie zgadzając się na to, upomina panią Trunchbull. Ta, rozwścieczona, zaczyna obrażać Matildę. Gdy to robi, Matilda staje się naprawdę wściekła i wyjaśnia publiczności uczucia, które ciągle jej towarzyszą („Quiet”). Po chwili odkrywa, że potrafi przesuwać przedmioty siłą woli i w ten sposób udaje jej się przewrócić dzbanek. Traszka ląduje na pani Trunchbull, która, przerażona, wychodzi. Panna Honey radzi dzieciom, by poszły do domu, zanim pani Trunchbull wróci. Kiedy wychodzą, Matilda prezentuje swoją moc pannie Honey, która jest zaskoczona i zaprasza dziewczynkę do swojego domu na herbatę.
W domu, panna Honey opowiada Matildzie o swoim dzieciństwie, które było okrutne, i o znęcającej się nad niej ciotką, która zajmowała się nią po śmierci rodziców. Zdesperowana by uciec, panna Honey znajduje schronienie na starej farmie. Przeprowadza się tam i żyje w skrajnej biedzie. Pomimo tego jest teraz znacznie bardziej szczęśliwa i widzi piękno w tych skrajnych warunkach („My House”). Podczas gdy opowiada swoją historię, Matilda zauważa szal, który rozpoznaje ze swojej historii o gimnastyczce i kaskaderze. Dociera do niej, że opowieść, która wydawała jej się tylko fikcją stworzoną przez nią samą, jest tak naprawdę historią dzieciństwa panny Honey. Uświadamia sobie, że kaskader Magnus był ojcem panny Honey, a jej okropna ciotka to tak naprawdę pani Trunchbull. Domyśla się, że pani Trunchbull zabiła Magnusa.
Następnego dnia w szkole pani Trunchbull zmusza dzieci do testu z literowania, zapowiadając, że każdy, kto zrobi błąd, zostanie wysłany do Chokey. Dzieci zaczynają literować wszystkie słowa poprawnie, więc pani Trunchbull podaje wymyślone słowa, żeby ukarać Lavander. Kiedy ta źle literuje słowo, a dyrektorka wysyła ją do Chokey, pozostałe dzieci celowo źle literują proste słowa, mówiąc pani Trunchbull, że nie może wysłać ich wszystkich do Chokey. Niewzruszona dyrektorka odpowiada im, że zbudowała mnóstwo takich Chokey. Podczas gdy upomina dzieci, Matilda używa swojej mocy, by napisać na tablicy i przekonać panią Trunchbull, że to duch Magnusa, żądający by natychmiast zwróciła dom jego córce, w przeciwnym razie dopadnie ją. Pani Trunchbull, śmiertelnie wystraszona, ucieka ze szkoły i już nigdy nie wraca, a słuch po niej ginie. Dzieci świętują wolność („Revolting Children”).
W bibliotece panna Honey i pani Phelps rozmawiają o następstwach wydarzeń. Kilka dni po ucieczce pani Trunchbull, testament państwa Honey zostaje odnaleziony – wszystko co mieli, zapisali swojej córce. Poza obowiązkami nauczycielskimi, panna Honey pełni teraz funkcje dyrektora szkoły, która teraz staje się przyjaznym miejscem dla dzieci. Matilda nie może już używać swojej mocy, prawdopodobnie dlatego, że nie ma potrzeby, by to robić. Panna Honey jest wciąż smutna z powodu tego dziecka, które pomogło wszystkim na około, samemu nadal będąc uwięzione w niekochającym domu.
Wormwoodowie w panice przychodzą do biblioteki i mówią Matildzie, że musi iść z nimi, ponieważ przeprowadzają się do Hiszpanii. Sytuacja spowodowana jest oszustwami pana Wormwooda, które właśnie wyszły na jaw. Matilda nie chce lecieć, a panna Honey proponuje jej ojcu, że dziewczynka może zostać z nią. Jej rodzice zgadzają się i zostawiają córkę.
Matilda i panna Honey przytulają się, nie zauważając nawet odejścia Wormwoodów. Musical kończy się sceną z ludźmi na hulajnogach, którzy wciąż zastanawiają się, jak to będzie, gdy dorosną („When I Grow Up (Reprise)”).